# Wohnhaus Dietzenrode
Wohnhaus Dietzenrode este o arie protejată (arie specială de conservare — SAC, sit de importanță comunitară — SCI) din Germania întinsă pe o suprafață de 0,01 ha, integral pe uscat.

## Localizare
Centrul sitului Wohnhaus Dietzenrode este situat la coordonatele 51°17′53″N 10°00′53″E / 51.2981°N 10.0147°E.

## Înființare
Situl Wohnhaus Dietzenrode a fost declarat sit de importanță comunitară în iunie 2004 pentru a proteja 1 specie de animale. Situl a fost protejat și ca arie specială de conservare în iulie 2008.

## Biodiversitate
Situată în ecoregiunea continentală, aria protejată nu include niciun habitat protejat.
La baza desemnării sitului se află o specie protejată de  mamifere: liliacul mic cu potcoavă (Rhinolophus hipposideros)